# Pas de deux (Dressurreiten)
Ein Pas de deux (französisch „Schritte/Tanz zu zweit“) ist im Pferdesport eine Aufführung mit zwei Pferden. Aus dem Dressurreiten bekannte Routinen werden von zwei Pferden mit Reitern mit begleitender Musik dargeboten.

## Beschreibung
Bei dem gerittenen Programm handelt es sich um eine Küraufgabe und unterscheidet sich darin von einer Quadrille mit festgelegten Figuren.
Ein Pas de deux kann auf jedem Niveau vorgeführt werden, höchstens aber auf dem Niveau des schwächeren Pferdes. Die Vorführung erfolgt typischerweise im Rahmen einer öffentlichen Veranstaltung und kann auch als Wettbewerb durchgeführt werden. In Wettbewerben wird bei der Bewertung sowohl auf die technische Ausführung der aus Dressurprüfungen bekannten Elemente als auch auf den künstlerischen Eindruck geachtet. Eine wichtige Rolle spielt die Synchronisierung der Bewegungen der beiden Pferde wie parallele und spiegelbildliche Figuren und das Abgleichen von Abstand und Linienführung der Pferde. Die Choreografie soll mit der Begleitmusik harmonieren.
Die Musik kann frei gewählt werden, sie soll aber nur einem Genre und nicht mehreren angehören. Die Kleidung soll entweder mit Musik und Pferden harmonieren oder zu der Veranstaltung passen.
Ausgetragen wird die Prüfung auf einem großen Dressurviereck von 20 × 60 Metern. Internationale Wettbewerbe unterliegen den Regeln der Fédération Équestre Internationale.

### Spiegelbildliche und parallele Elemente

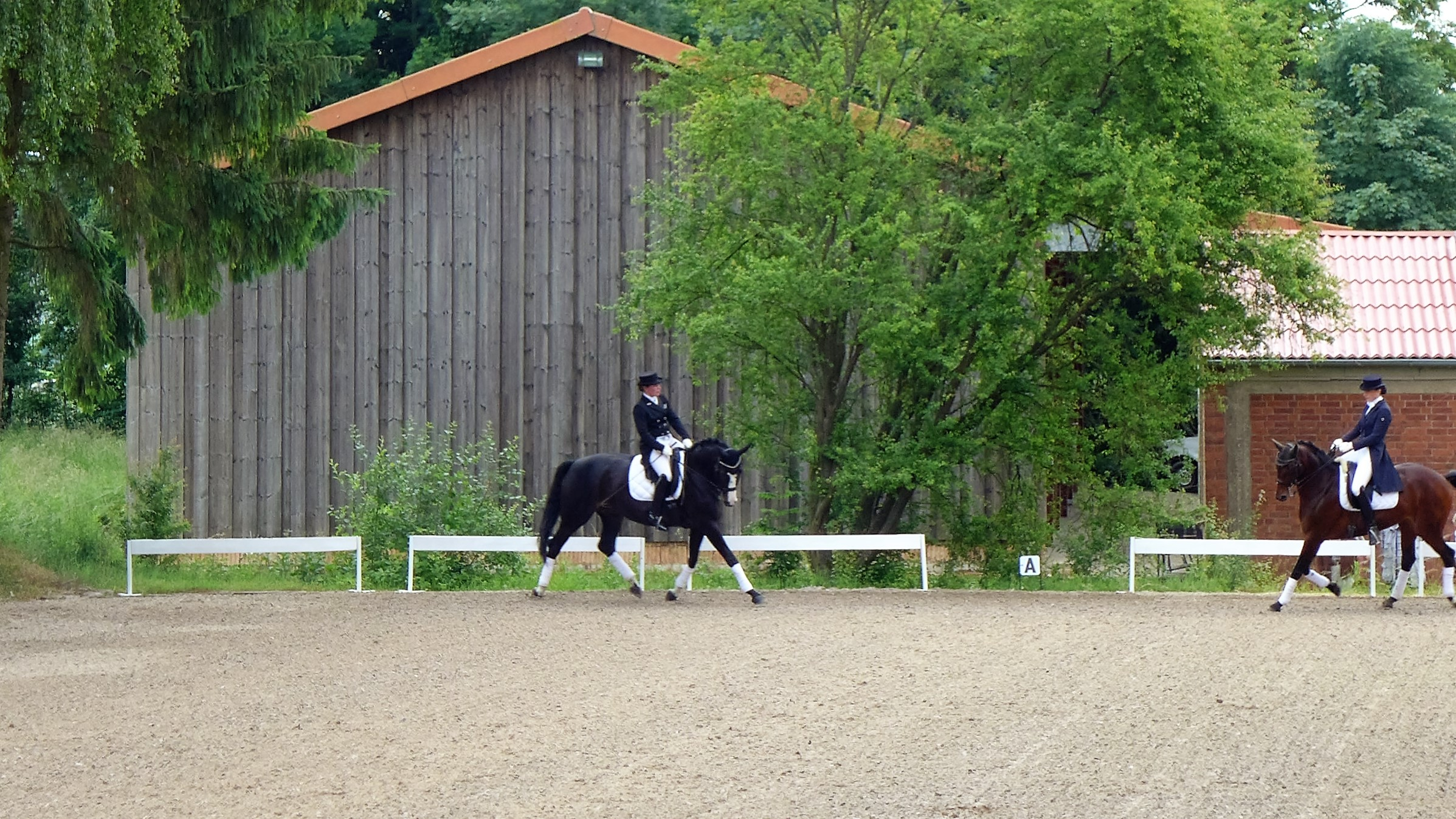
spiegelbildliches Element
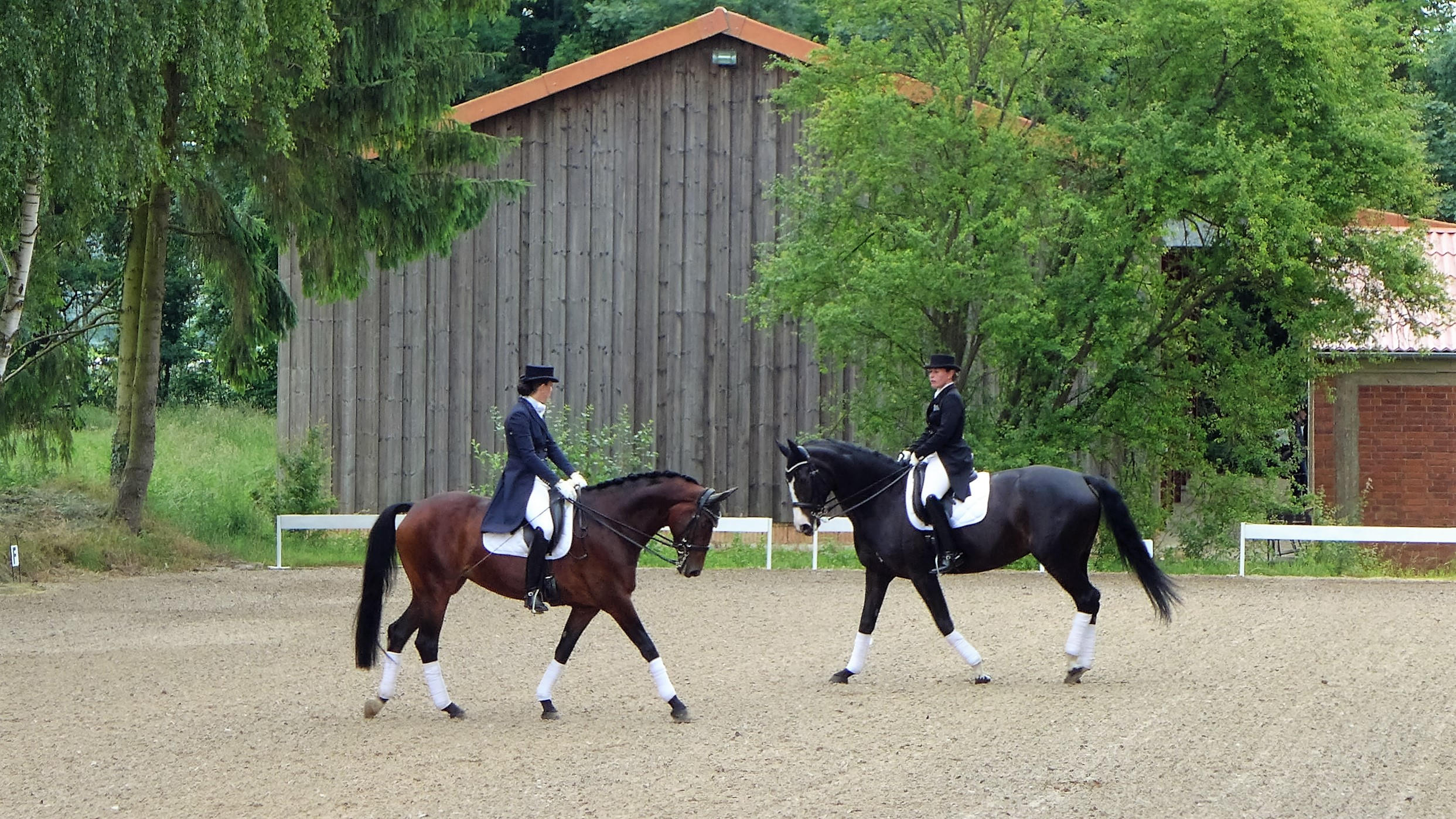
spiegelbildliches Element
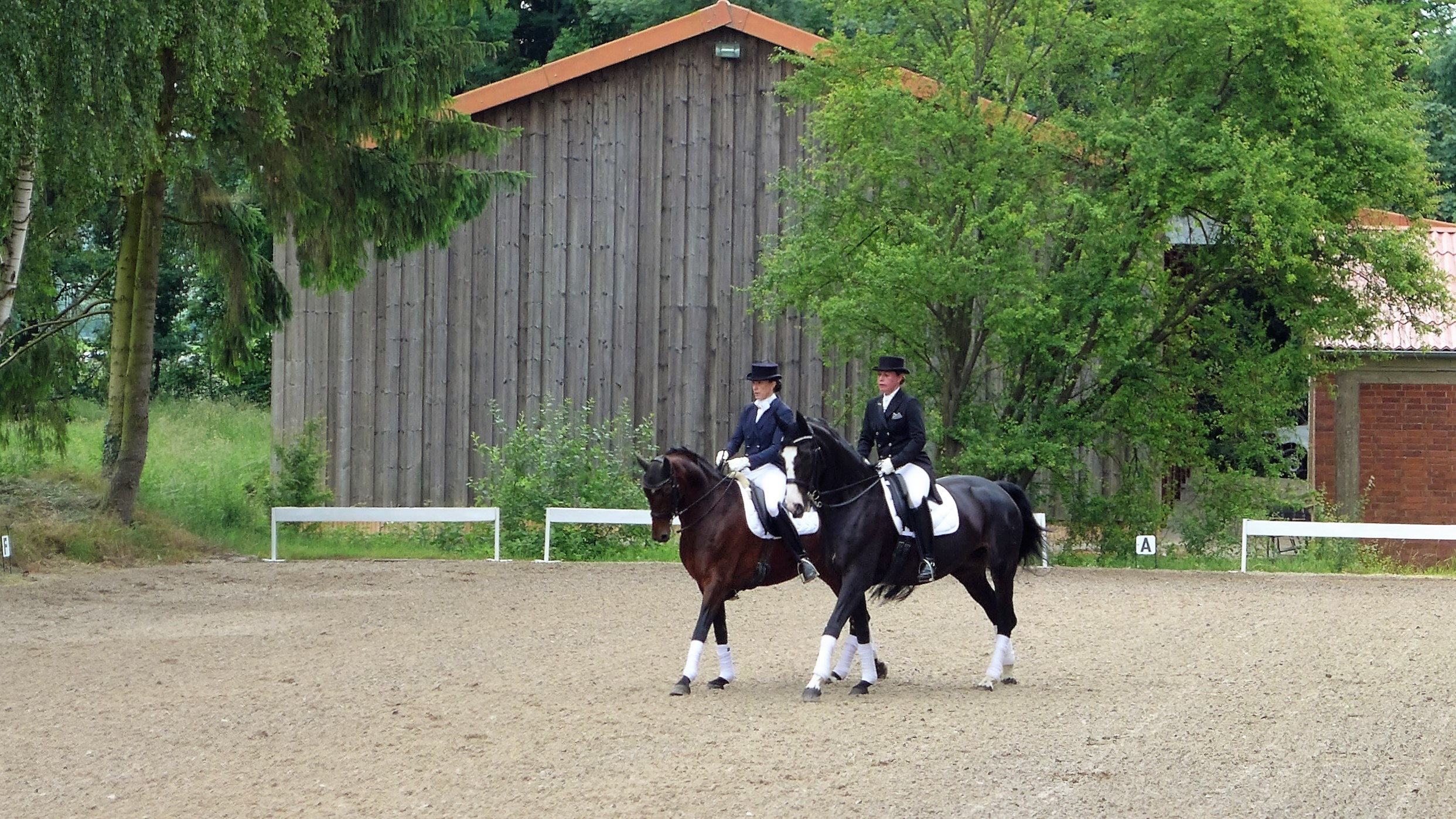
paralleles Element
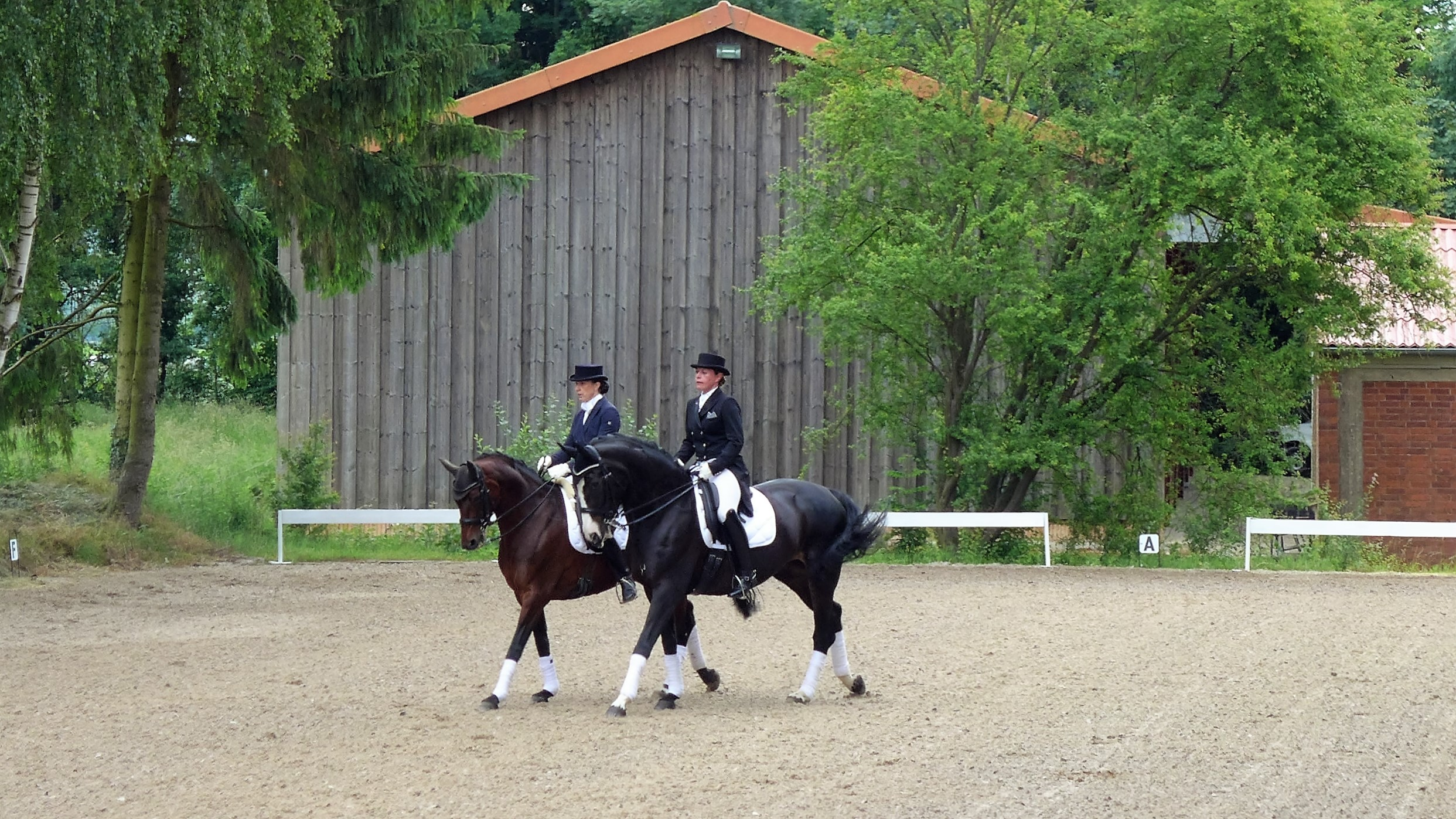
paralleles Element